# Batalla de Mongua
La batalla de Mongua o Omongwa es va lliurar entre el 18 i el 20 d'agost de 1915, al sud d'Àfrica Occidental Portuguesa (actualment Angola), durant l'aixecament dels ovambo en1914-1915.
Es van enfrontar les tropes portugueses, al comandament del general Julio da Costa Pereira d'Eca, contra un exèrcit d'ovambos, format principalment per combatents de l'ètnia cuanhama i dirigits pel rei Mandume.

## Antecedents
Impressionats per la victòria en la seva regió dels alemanys que van lluitar a Naulila el 18 de desembre de 1914, i encoratjats per aquests, els ovambo van considerar que ja era hora de teure's el jou de l'ocupant colonial portuguès.
Desafortunadament per a ells, el govern de Lisboa, preocupat per la situació política i militar al sud d'Angola, va decidir reaccionar vigorosament i, en conseqüència, va enviar grans reforços a la regió, per a contrarestar l'amenaça alemanya i per a sufocar la rebel·lió.
L'exèrcit sud-africà va envair l'Àfrica Sud-occidental Alemanya (actualment Namíbia), i van fer capitular les forces alemanyes després d'una curta campanya; això va permetre als portuguesos dedicar totes les seves forces a la lluita en contra els ovambos.

## Batalla

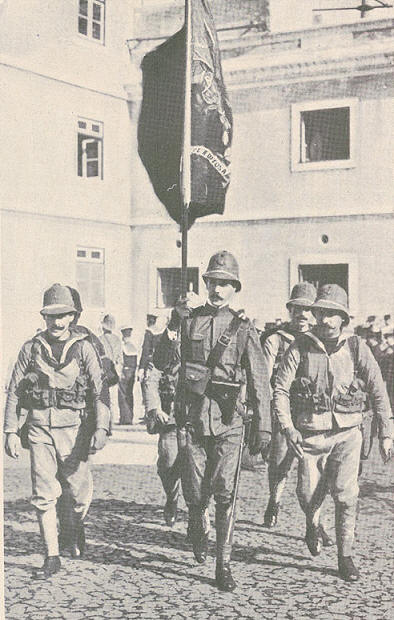
Infanteria de marina portuguesa en 1915. Aquest soldats van ser enviats a Angola per a combatre a Mongua (fotografia colorida per Joshua Benoliel)

La batalla decisiva va tenir lloc a Mongua i va finalitzar amb la derrota dels africans. Va ser durant aquesta batalla que el 1r esquadró del 4t Regiment de cavalleria va realitzar la darrera càrrega a cavall de la cavalleria portuguesa.
Vist des de la perspectiva del nombre d'efectius que van participar, Mongua és segons l'historiador René Pelissier «... la major batalla mai lliurada per un colonitzador europeu contra una potència o un estat negre-africà al sud del Sàhara des de la victòria d'Etiòpia contra els italians, l'1 de març de 1896.»
El 4 de setembre, Ngiva, la capital dels cuanhamas, va ser presa pels soldats portuguesos; la guerra estava perduda pels ovambo.
Mandume va fugir a Namíbia amb alguns partidaris i la seva família, i durant uns mesos va mantenir una guerra de guerrilles esporàdica contra els portuguesos i els seus antics súbdits que es van unir amb ells, fins que, el 6 de febrer de 1917, els sud-africans van atacar el seu kraal i el van matar.